# 黏液活性药
黏液活性药（mucoactive agent/drug，mucoactive），是一类能影响呼吸道黏液性质和促进呼吸道分泌物清除的药物。
黏液活性药包括祛痰剂、黏液溶解剂（mucolytic），黏液调节剂（mucoregulator）和黏液促动剂（mucokinetic drug）。其中能使痰液变稀或黏稠度降低，使痰液易于排出的药物，特称祛痰药。
黏液活性药根據作用机制可分为两大类，其一是痰液稀释药，如氯化铵、愈创甘油醚等。另一類是黏液溶解剂（黏痰溶解药），如乙酰半胱氨酸、溴己新、氨溴索、羧甲司坦等。